# Généralité d'Auch et Pau
La généralité d'Auch et Pau est une circonscription administrative de France créée en 1751, sous le nom de généralité de Pau et Auch ; elle prit, en 1757, celui de généralité d'Auch et Pau.
Supprimée en 1767, elle ne fut jamais rétablie.

## Création
La généralité de Pau et Auch fut créée en 1751, par la réunion de l'intendance de Pau à la généralité d'Auch.
Elle comprenait alors :
- les six élections suivantes :
  - l’élection d'Armagnac, siégeant à Auch,
  - l’élection d'Astarac, siégeant à Mirande,
  - l’élection de Comminges, siégeant à Muret,
  - l’élection des Lannes ou Landes,
  - l’élection de Lomagne, siégeant à Lectoure,
  - l’élection de Rivière-Verdun, siégeant à Grenade ;
- les cinq pays d'états suivants :
  - le Béarn,
  - la Bigorre,
  - la Basse-Navarre,
  - le Nébouzan,
  - la Soule ;
- les trois pays et les quatre villes abonnés suivants :
  - le pays de Labourd,
  - le pays des bastilles de Marsan, Tursan et Gabardan,
  - le pays des Quatre-Vallées,
  - les trois villes de Bayonne, Mont-de-Marsan, Acqs (aujourd'hui : Dax) et Lectoure.

## Changement de dénomination
La généralité de Pau et Auch devint, en 1757, la généralité d'Auch et Pau.

## Suppression
La généralité d'Auch et Pau fut divisée, en 1767, en deux généralités : celle d'Auch et celle de Bayonne. Elle ne fut jamais rétablie.